# Tsogttsetsiy
Tsogttsetsiy (mongoliska: Цогтцэций Сум, Цогтцэций) är ett distrikt i Mongoliet.   Det ligger i provinsen Ömnögobi, i den centrala delen av landet, 500 km söder om huvudstaden Ulaanbaatar.